# گوستاوو فوئرتس
گوستاوو فوئرتس (اسپانیایی: Gustavo Fuertes‎؛ زادهٔ ۱۴ نوامبر ۱۹۵۹) کارگردان فیلم، و فیلم‌نامه‌نویس اهل اسپانیا است. وی از سال ۱۹۷۸ میلادی تاکنون مشغول فعالیت بوده‌است.
از فیلم‌ها یا مجموعه‌های تلویزیونی که وی در آن‌ها نقش داشته‌است می‌توان به داوری نهایی اشاره نمود که برندهٔ پلاک نقرهٔ جشنواره بین‌المللی فیلم شیکاگو شد.